# Buchenroedera umbellata
Buchenroedera umbellata är en ärtväxtart som beskrevs av William Henry Harvey. Buchenroedera umbellata ingår i släktet Buchenroedera och familjen ärtväxter. Inga underarter finns listade i Catalogue of Life.